# Albert-Schweitzer-Gymnasium (Erlangen)
Das Albert-Schweitzer-Gymnasium Erlangen (häufig als ASG Erlangen abgekürzt) ist ein in Erlangen befindliches naturwissenschaftlich-technologisches und sprachliches Gymnasium.

## Geschichte
Das nach dem Arzt Albert Schweitzer benannte Gymnasium entstand in den 1960er Jahren als Ableger des Ohm-Gymnasiums, da aufgrund der stetig steigenden Einwohnerzahl immer mehr Familien aus dem Stadtkern in die Gebiete westlich der Regnitz zogen. Um eine lokale, weiterführende Schule in dieser Region bereitzustellen und das bereits überfüllte Ohm-Gymnasium zu entlasten, wurde am 7. September 1965 die Oberrealschule Erlangen-West gegründet. Diese befand sich zunächst noch in dem Gebäude der benachbarten Hermann-Hedenus-Schule und hatte etwa 60 Schüler in zwei fünften Klassen.
Den heutigen Namen erhielt das Gymnasium unter anderem, weil sein Gründungstag zufällig mit dem Todestag Albert Schweitzers, dem 4. September 1965, zusammenfällt. Die Namensänderung fand am 26. November 1965 statt, nachdem der Elternbeirat einstimmig für den Wechsel gestimmt hatte und der Erlanger Universitätsprofessor Heinrich Franke der Schule den letzten Brief übergab, den er von Albert Schweitzer vor dessen Tod erhalten hatte. In den folgenden Jahren wurde zunächst ein eigenes Schulgebäude gebaut und dieses später um einen Neubau erweitert, um genug Klassenzimmer für die stetig steigenden Schülerzahlen zu bieten.
In den 1990er Jahren kamen noch vier mobile Klassenzimmer in einstöckigen Gebäuden im Pausenhof hinzu. Ein weiteres Gebäude, welches der Nachmittagsbetreuung und Verpflegung der Schüler dient, wurde 2005 erbaut.

## Fachrichtungen
Wichtige Ausbildungsbereiche des Albert-Schweitzer-Gymnasiums sind Naturwissenschaften, Sprachen sowie Mathematik. Für jeden Schüler sind zwei Fremdsprachen (Englisch, ab Jahrgangsstufe 5, und Latein/Französisch, ab Jahrgangsstufe 6) Pflicht. In der 8. Klasse wird die Wahl zwischen dem naturwissenschaftlichen und sprachlichen Zweig geboten. Bei ersterem kommt direkt nach der Wahl Chemie als neues Fach hinzu, bei letzterem Spanisch als dritte Fremdsprache.
In der Oberstufe (11./12. Jahrgangsstufe) haben Schüler die Wahl zwischen zwei Fremdsprachen und einer Naturwissenschaft oder einer Fremdsprache und zwei Naturwissenschaften, unabhängig von dem Zweig, den sie in den vorherigen Jahrgangsstufen durchlaufen haben. Darüber hinaus werden in der Oberstufe Profilfächer angeboten, die häufig auf ein Spezialgebiet eines anderen Schulfaches genauer eingehen. Um die allgemeine Hochschulreife zu erreichen, ist außerdem das Absolvieren eines Projektseminars zur Studien- und Berufsorientierung und eines Wissenschaftspropädeutischen Seminars nötig. Weiterhin muss für die Zulassung zum Abitur eine gewisse Anzahl an Wahlfachstunden absolviert werden.

## Besonderheiten
- Die Schule ist Teil der Jugendinitiative „Schule ohne Rassismus – Schule mit Courage“.[7]
- Das Gymnasium zählt als „Handball-Stützpunktschule“ und kooperiert mit dem HC Erlangen.[8]

## Lehrer (Auswahl)
- Frank Bergemann (* 1956), Handballtrainer

## Schüler (Auswahl)
- Baran bo Odar (* 1978), Regisseur und Drehbuchautor
- Anna Klenz, DSDS-Teilnehmer[9]
- Ralf Albers, Fiddler’s Green
- Stefan Klug, Fiddler’s Green
- Timo Lörke, IMO Silber 2021[10]
- Felix Löffler, Baltic-Cup 2024 (Rudern) Gold[11], Deutscher Ruder-Meistertitel (2024) im Junior-B Einer[12]